# Gauliga Niedersachsen 1933/34
De Gauliga Niedersachsen 1933/34 was het eerste voetbalkampioenschap van de Gauliga Niedersachsen. De Gauliga werd in 1933 in het leven geroepen als nieuwe hoogste klasse in het Duitse voetbal en had zestien regionale onderverdelingen. Werder Bremen werd kampioen en plaatste zich voor de eindronde om de Duitse landstitel, waar de club in de groepsfase uitgeschakeld werd.

## Samenstelling
- de drie beste teams uit de competitie van Wezer-Jade 1932/33: 
  - VfB Komet 1896 Bremen
  - SV Werder Bremen
  - Bremer SV
- de zes beste teams uit de competitie van Zuid-Hannover-Braunschweig 1932/33:
  - SV Arminia Hannover
  - SV Algermissen
  - Hannover 96
  - VfB Peine
  - RSV 06 Hildesheim
  - Eintracht Braunschweig
- het beste Neder-Saksische team uit de Hessisch-Hannoverse competitie 1932/33 van de West-Duitse voetbalbond: 
  - 1. SC Göttingen 05

## Eindstand
| Plaats | Club                      | Wed. | W  | G | V  | Saldo | Ptn.  |
| ------ | ------------------------- | ---- | -- | - | -- | ----- | ----- |
| 1.     | SV Werder Bremen          | 18   | 12 | 3 | 3  | 67:31 | 27:9  |
| 2.     | SV Arminia Hannover       | 18   | 12 | 3 | 3  | 56:31 | 27:9  |
| 3.     | SV Algermissen 11         | 18   | 10 | 4 | 4  | 31:23 | 24:12 |
| 4.     | Hannoverscher SV 96       | 18   | 9  | 2 | 7  | 54:41 | 20:16 |
| 5.     | SV Eintracht Braunschweig | 18   | 8  | 4 | 6  | 33:37 | 20:16 |
| 6.     | Bremer SV 06              | 18   | 6  | 2 | 10 | 40:51 | 14:22 |
| 7.     | VfB Komet 1896 Bremen     | 18   | 6  | 2 | 10 | 32:49 | 14:22 |
| 8.     | RSV 06 Hildesheim         | 18   | 4  | 6 | 8  | 35:58 | 14:22 |
| 9.     | VfB 1904 Peine            | 18   | 5  | 2 | 11 | 36:34 | 12:24 |
| 10.    | 1. SC Göttingen 05        | 18   | 2  | 4 | 12 | 31:60 | 8:28  |

|  | Kampioen   |
|  | Degradatie |

## Promotie-eindronde
| Plaats | Club                          | Wed. | Saldo | Ptn. |
| ------ | ----------------------------- | ---- | ----- | ---- |
| 1.     | SpVgg 1897 Hannover           | 6    | 20:10 | 10:2 |
| 2.     | FC Borussia 04 Harburg        | 6    | 22:11 | 8:2  |
| 3.     | BV Germania Wolfenbüttel 1910 | 6    | 9:18  | 2:10 |
| 4.     | Polizei SV Bremen             | 6    | 13:28 | 2:10 |

|  | Promotie |